# Henri II de Brunswick
Pour les articles homonymes, voir Henri II.
Henri II, né en 1411 et mort le 7 décembre 1473, dit « le Paisible » (der Friedfertige), est duc de Brunswick-Lunebourg de 1416 à sa mort, prince de Lunebourg de 1416 à 1428, puis prince de Wolfenbüttel de 1428 à sa mort. Il fait partie de l'ancienne Maison Welf, dynastie de la noblesse franque très proche de la dynastie des carolingiens.

## Biographie
Fils d'Henri « le Doux » et de sa seconde épouse Margarethe von Hessen , il lui succède à la tête du Lunebourg conjointement avec son frère Guillaume dit "le Victorieux" (der Siegreiche). Les principautés de Brunswick sont réorganisées en 1428 et les deux frères deviennent princes de Wolfenbüttel, échangeant leurs terres avec celles de leur oncle Bernard qui garde pour lui la région de Lunebourg.
Profitant d'une absence de son frère, en 1431, Henri tente de diviser le Wolfenbüttel et occupe le château de Wolfenbüttel où résident alors sa belle-sœur Cäcilia et ses enfants. S'ensuit un sérieux conflit entre les deux frères qui finissent par se mettre d'accord sur un partage. Guillaume conserve Calenberg, Everstein et Hombourg tandis qu'Henri  récupère le Wolfenbüttel et ses terres devenant ainsi duc de Brunswick-Wolfenbüttel . En 1473, lorsque Henri meurt sans héritier mâle, son frère récupère la totalité des biens .

## Descendance
En 1435, Henri épouse Hélène de Clèves (morte en 1471), fille du duc Adolphe Ier de Clèves. Un enfant est né de cette union :
- Marguerite (1451-1509) qui épouse, en 1469, le comte Guillaume III de Henneberg (en).